# Bradysia forficulata
Bradysia forficulata är en tvåvingeart som först beskrevs av Mario Bezzi 1914.  Bradysia forficulata ingår i släktet Bradysia, och familjen sorgmyggor. Arten är reproducerande i Sverige.